# Lin Jaldati
Lin Jaldati (rodným jménem Rebekka Brilleslijperová; 13. prosince 1912 – 31. srpna 1988) byla východoněmecká zpěvačka jidiš písní narozená v Holandsku. Přežila holocaust a byla jednou z posledních, kteří viděli naživu Annu Frankovou. Po válce publikovala článek „Vzpomínky na Annu Frankovou“ v knize Joachima Hellwiga a Günthera Deickeho Deník pro Annu Frankovou. Jako socialistka vystupovala s jidiš písněmi v Sovětském svazu, Číně, Severní Koreji a Vietnamu od 50. do 70. let.

## Život a kariéra
Narodila se jako Rebekka Brilleslijperová 13. prosince 1912 v Amsterdamu v Nizozemsku. Byla nejstarší ze tří dětí Fijtje (rozené Gerritse) a Josepha Brilleslijperových. Její mladší sestra jménem Janny Brandes-Brilleslijperová jí říkala Lientje. Během druhé světové války byla deportována do koncentračního tábora Osvětim a koncentračního tábora Bergen-Belsen. Přežila a stala se jednou z posledních, kteří viděli naživu Annu Frankovou.
Po válce se stala zpěvačkou jidiš písní. Koncem 50. let vystupovala v Moskvě. V roce 1965 vystupovala v Číně a Severní Koreji. V 70. letech vystupovala v Indonésii, Thajsku, Indii a Vietnamu.
Vdala se za Eberharda Reblinga, německého pianistu a muzikologa, který emigroval do Nizozemska v roce 1936. Spolu měli dvě dcery, Kathinku Reblingovou (narozena 1941) a Jaldu Reblingovou (narozena 1951). Od roku 1952 společně bydleli ve východním Berlíně. Byla zastánkyní socialismu.

## Smrt
Lin Jaldati zemřela ve východním Berlíně v Německu 31. srpna 1988.